# 金海公路
金海公路是中国上海市奉贤区的一条南北向道路，位于沪金高速东侧。北起西闸公路，通过虹梅南路隧道连接虹梅高架路，南至海湾镇海湾旅游区。
金海公路後來开启快速化改造，航南公路下穿地道于2019年6月通车、南奉公路地道于2019年10月通车。

## 主要交汇道路（北向南）
- 西闸公路（通过虹梅南路隧道接虹梅南路）
- 大叶公路
- 东方美谷大道
- 航南公路
- 年丰路
- 南港路
- 南奉公路
- 平庄西路
- 新林公路/新林东路
- 港漕公路
- 奉柘公路接奉炮公路

## 沿线轨道交通
- 泽丰路口：5金海湖站
- 南港路口：5奉贤新城站